# Paulina de Württemberg
Paulina Frederica Maria de Würtemberg (em alemão:  Pauline Friederike Marie von Württemberg; Estugarda, 25 de fevereiro de 1810 — Wiesbaden, 7 de julho de 1856) foi uma princesa da Casa de Württemberg por nascimento e duquesa da Casa de Nassau-Weilburg através do seu casamento com Guilherme Duque de Nassau. Paulina é uma antepassada das actuais famílias reais da Bélgica, Dinamarca, Países Baixos, Luxemburgo, Noruega e Suécia.

## Família
Paulina era a quarta criança do príncipe Paulo de Württemberg e da sua esposa, a princesa Carlota de Saxe-Hildburghausen.

## Casamento e descendência
Paulina casou-se com Guilherme, Duque de Nassau, filho mais velho de Frederico Guilherme, Príncipe de Nassau-Weilburg e da sua esposa, a burgravina Luísa Isabel de Kirchberg, no dia 23 de abril de 1829 em Estugarda. Juntos tiveram quatro filhos:
- Filha sem nome (27 de abril de 1830 - 28 de abril de 1830)
- Helena Guilhermina Henriqueta Paulina Mariana de Nassau (12 de abril de 1831 - 27 de outubro de 1888), casada no dia 26 de setembro de 1853 com Jorge Vítor de Waldeck e Pyrmont. Com descendência.
- Nicolau Guilherme de Nassau (20 de setembro de 1832 - 17 de setembro de 1905), casado morgnaticamente com Natália Alexandrovna Pushkina, condessa de Merenberg e filha de Alexander Pushkin e Natalya Goncharova. Tiveram descendentes, actualmente extintos pela linha masculina.
- Sofia Guilhermina Mariana Henriqueta de Nassau (9 de julho de 1836 - 30 de dezembro de 1913), casada com o rei Óscar II da Suécia. As actuais casas reais da Bélgica, Dinamarca, Noruega e Suécia descendem desta união.